# 徐至展
徐至展（1938年12月16日—），生于江苏常州，中国物理学家，中国科学院上海光学精密机械研究所研究员、所学术委员会主任，曾任该所所长。国家“973”计划项目首席科学家、《光学学报》主编。1962年毕业于复旦大学。1965年北京大学物理系研究生毕业。1991年当选为中国科学院学部委员(院士)。2004年当选为第三世界科学院院士。